# Neva Play
Neva Play è un singolo della rapper statunitense Megan Thee Stallion, pubblicato il 6 settembre 2024 come primo estratto riedizione del terzo album in studio Megan: Act II.
Il brano vede la partecipazione del rapper sudcoreano RM.

## Video musicale
Il video, diretto da Warren Fu e Carl Jones, è stato reso disponibile in concomitanza con l'uscita del brano attraverso il canale YouTube dell'artista.

## Tracce
Testi e musiche di M. Pete, A. Haim, B. Hamlin, J. Mason, N. Kim, P. Fenn e S. Jacobs.
1. Neva Play (feat. RM) – 2:37

## Formazione
- Megan Thee Stallion – voce
- RM – voce aggiuntiva
- B Ham – produzione
- Peter Fenn – produzione
- Shae Jacobs – produzione
- Dominique "Cookisdope" Cook – ingegneria del suono
- Maysin Sexton – ingegneria del suono
- Colin Leonard – mastering
- Leslie Brathwaite – missaggio
- Shawn "Source" Jarrett – registrazione

## Classifiche
| Classifica (2024) | Posizione massima |
| ----------------- | ----------------- |
| Canada            | 63                |
| Filippine         | 61                |
| Grecia            | 52                |
| India             | 2                 |
| Irlanda           | 97                |
| Lituania          | 93                |
| Panama            | 25                |
| Regno Unito       | 66                |
| Stati Uniti       | 36                |